# Robert Williams (baloncestista)
Robert Lee Williams III (Shreveport, Luisiana, 17 de octubre de 1997) es un baloncestista estadounidense que pertenece a la plantilla de los Portland Trail Blazers de la NBA. Con 2,06 metros de estatura, juega en la posición de ala-pívot.

## Trayectoria deportiva

### Universidad
Jugó dos temporadas con los Aggies de la Universidad de Texas A&M, en las que promedió 11,1 puntos, 8,7 rebotes, 1,4 asistencias y 2,5 tapones por partido. En las dos temporadas fue elegido jugador defensivo del año de la Southeastern Conference, siendo incluido además en 2017 en el segundo quinteto de la conferencia y en el primer quinteto de rookies.
Tras la disputa del Torneo de la División I de Baloncesto Masculino de la NCAA de 2018, anunció su intención de renunciar a los dos años que le quedaban de universidad para presentarse al Draft de la NBA.

#### Estadísticas
| Año     | Equipo    | PJ | PT | MPP  | %TC  | %3P  | %TL  | RPP | APP | ROB | TPP | PPP  |
| ------- | --------- | -- | -- | ---- | ---- | ---- | ---- | --- | --- | --- | --- | ---- |
| 2016–17 | Texas A&M | 31 | 17 | 25.8 | .558 | .111 | .590 | 8.2 | 1.4 | .7  | 2.5 | 11.9 |
| 2017–18 | Texas A&M | 30 | 23 | 25.6 | .632 | .000 | .471 | 9.2 | 1.4 | .8  | 2.6 | 10.4 |
| Total   | Total     | 61 | 40 | 25.7 | .591 | .067 | .541 | 8.7 | 1.4 | .7  | 2.5 | 11.1 |

### Profesional
Fue elegido en la vigésimo séptima posición del Draft de la NBA de 2018 por Boston Celtics.
El 20 de agosto de 2021, acuerda una extensión de contrato con los Celtics por $54 millones y 4 años.
Durante su cuarta temporada en Boston, el 31 de diciembre de 2021, ante Phoenix Suns, registra el primer triple-doble de su carrera con 10 puntos, 10 asistencias y 11 rebotes. El 28 de marzo de 2022 se anunció que sufría una rotura de menisco en la rodilla izquierda y que se perdería varios encuentros de final de temporada. Se operó dos días más tarde, regresando para la primera ronda de playoffs. Al término de su cuarta temporada en Boston fue incluido en el segundo mejor quinteto defensivo de la liga.
En septiembre de 2022 se operaría de nuevo la rodilla, lo que haría retrasar su début en su quinta temporada, por lo menos hasta diciembre.
Tras cinco temporadas en Boston, el 1 de octubre de 2023, es traspasado junto a Malcolm Brogdon, a Portland Trail Blazers, a cambio de Jrue Holiday. En su sexto encuentro de la temporada, el 5 de noviembre ante Memphis Grizzlies, sufría una lesión en la rótula, por la que fue evaluado y operado de la rodilla derecha y con la que puso fin a su temporada.

## Estadísticas de su carrera en la NBA

### Temporada regular
| Año     | Equipo   | PJ  | PT  | MPP  | %TC  | %3P  | %TL  | RPP | APP | ROB | TPP | PPP  |
| ------- | -------- | --- | --- | ---- | ---- | ---- | ---- | --- | --- | --- | --- | ---- |
| 2018-19 | Boston   | 32  | 2   | 8.8  | .706 | –    | .600 | 2.5 | .2  | .3  | 1.3 | 2.5  |
| 2019-20 | Boston   | 29  | 1   | 13.4 | .727 | –    | .647 | 4.4 | .9  | .8  | 1.2 | 5.2  |
| 2020-21 | Boston   | 52  | 13  | 18.9 | .721 | .000 | .616 | 6.9 | 1.8 | .8  | 1.8 | 8.0  |
| 2021-22 | Boston   | 61  | 61  | 29.6 | .736 | .000 | .722 | 9.6 | 2.0 | .9  | 2.2 | 10.0 |
| 2022-23 | Boston   | 35  | 20  | 23.5 | .747 | .000 | .610 | 8.3 | 1.4 | .6  | 1.4 | 8.0  |
| 2023-24 | Portland | 6   | 0   | 19.8 | .654 | –    | .778 | 6.3 | .8  | 1.2 | 1.2 | 6.8  |
| 2024-25 | Portland | 20  | 3   | 17.6 | .641 | .333 | .882 | 5.9 | 1.1 | .7  | 1.7 | 5.8  |
| Total   | Total    | 235 | 100 | 20.2 | .723 | .143 | .674 | 6.8 | 1.4 | .7  | 1.7 | 7.2  |

### Playoffs
| Año   | Equipo | PJ | PT | MPP  | %TC  | %3P  | %TL   | RPP | APP | ROB | TPP | PPP |
| ----- | ------ | -- | -- | ---- | ---- | ---- | ----- | --- | --- | --- | --- | --- |
| 2019  | Boston | 3  | 0  | 4.3  | .500 | .000 | 1.000 | 2.3 | .0  | .0  | .0  | 1.3 |
| 2020  | Boston | 13 | 0  | 11.5 | .742 | .000 | .333  | 3.9 | .8  | .2  | .5  | 3.7 |
| 2021  | Boston | 3  | 0  | 15.3 | .643 | .000 | .500  | 5.0 | .7  | .3  | 3.0 | 6.3 |
| 2022  | Boston | 17 | 15 | 23.2 | .679 | .000 | .893  | 6.2 | 1.0 | .7  | 2.2 | 7.7 |
| 2023  | Boston | 20 | 4  | 20.9 | .788 | .000 | .679  | 6.0 | 1.0 | .5  | 1.3 | 7.7 |
| Total | Total  | 56 | 19 | 18.2 | .729 | .000 | .742  | 5.3 | .9  | .4  | 1.4 | 6.3 |